# Rosario Areces González
Rosario Areces González (Loriana, 1929 - Gijón, 2022) fue una artista plástica española. Considerada una pionera de la vanguardia artística asturiana, su obra pictórica tenía un marcado carácter alegre, colorista y vital. En 2004 fue premiada con la Medalla de Plata del Principado de Asturias junto a otras artistas asturianas.

## Trayectoria
Desde pequeña Areces destacó por su creatividad cuando aprendía las primeras letras y números, por lo que de muy joven comenzó a trabajar decorando vajillas en la Fábrica de Loza de San Claudio en Oviedo. De formación autodidacta, nunca accedió a la Universidad.
Su obra pictórica fue descubierta en París, donde trabajaba como sirvienta. Pintaba en papeles con azuletes y un bastón para cubrir las paredes de su cuarto y, gracias a una vecina que estudiaba Bellas Artes, fue descubierta por el crítico de arte Anatole Jakovsky, que la animó a realizar su primera exposición en la galería Bénezit, en la capital francesa, en 1965. Esta primera muestra individual fue un éxito, alcanzando una gran repercusión mediática y el reconocimiento de la crítica. Al lograr vender el grueso de su obra, se convirtió en una de las pioneras de la pintura de vanguardia en el último tramo del siglo XX.
Areces pintaba, principalmente, la naturaleza, pues tenía una visión de mundo panteísta. Entonces elementos como árboles, flores y pájaros pueden ser vistos en su obra, siempre con mucho color y cromatismo: rojos, rosados, amarillos, verdes, lilas y dorados conforman sus lienzos. Ella también representó, incentivada por Jakovsky, el cuento de la Cenicienta. El cielo y el color añil de la protagonista son característicos de sus cuadros más festivos y sentidos.
Se calcula que participó en cerca de cincuenta exposiciones individuales y más de un centenar de exposiciones colectivas a lo largo de su carrera. En el catálogo del Centro Nacional de Arte Reina Sofía de Madrid es posible encontrar una obra de Rosario Areces.
Murió a los 93 años en Gijón.

## Reconocimientos
En reconocimiento al trabajo de la primera generación de mujeres creadoras plásticas de la vanguardia artística asturiana del siglo XX, en el 7 de septiembre de 2004 les fue entregada la Medalla de Plata del Principado de Asturias a Rosario Areces González y a otras artistas como Blanca Meruéndano Cantalapiedra, Covadonga Romero Rodríguez, Mercedes Gómez Morán, Maruja Moutas Merás, Pepa Osorio o Amparo Cores Uría.
Ha sido reconocida en diversos países como Francia, Alemania, República Dominicana o Bélgica. Algunos de los principales son la Medalla de oro de la Academia de Ciencias Humanísticas de Santo Domingo (Santo Domingo), la cruz de Comendador del Mérito B.H., en Bruselas (Bélgica) y la palma de plata y título de Caballero de la Orden de L'Encouragement Public, en París.